# Slag bij Leipzig
De Slag bij Leipzig of Volkerenslag, op 16–19 oktober 1813, werd uitgevochten door de coalitielegers van Rusland, Pruisen, Oostenrijk en Zweden tegen het Franse leger van Napoleon Bonaparte. Napoleons leger bevatte ook Poolse en Italiaanse troepen en Duitsers van de Rijnbond. Bij de strijd waren meer dan 500.000 soldaten betrokken en deze was daarmee de grootste veldslag in Europa vóór de Eerste Wereldoorlog. De slag leidde tot ongeveer 90.000 doden en gewonden.

Napoleon werd verslagen en gedwongen terug te keren naar Frankrijk, terwijl zijn tegenstanders verder in de aanval gingen. Zij vielen het grondgebied van Frankrijk in het begin van het volgende jaar binnen. Napoleon werd gedwongen af te treden en in het voorjaar verbannen naar Elba.

## Achtergrond
Eind 1812 kreeg de veldtocht van Napoleon naar Rusland voor de Fransen een bijzonder slechte afloop, waarbij het merendeel van de mannen die dienden in de  Grande Armée sneuvelde. De Franse keizer trok zich met zijn troepen in korte tijd terug en hij vluchtte naar Parijs. In de bestuurlijke kringen van Europa drong het besef door dat zich een ideale gelegenheid voordeed om grondgebieden die met zwaar militair geweld onder bestuur van Napoleon waren gebracht, terug te veroveren. Het nam echter enige tijd voordat de onderworpen staten een tegenmacht konden vormen en organisatorisch in staat waren manschappen op de been te brengen. Ook de Franse keizer probeerde een nieuw leger op de been te krijgen. Dat bleek niet zo eenvoudig. Frankrijk was in 1811 in een economische recessie beland, een van de redenen voor de Russische expeditie. Na een revolutie en twintig jaar van zware oorlogvoering was het land letterlijk en figuurlijk leeggebloed. Noodgedwongen liet Napoleon in het voorjaar van 1813 een vrij kleine strijdmacht, slecht uitgerust en getraind en voornamelijk bestaande uit jonge rekruten en onwillige mannen van middelbare leeftijd, naar het oosten opmarcheren. Hij begreep dat zijn enige kans bestond uit het in wezen herhalen van de campagnes van 1805, 1806 en 1809, waarin hij zijn vijanden politiek verdeeld had om ze afzonderlijk te verslaan. Als de Russen, Pruisen en Oostenrijkers gezamenlijk tegen hem in het veld zouden treden, zou hij geen enkele kans maken.
Daarnaast stond het Britse leger in Spanje, dat onder het commando van generaal Arthur Wellesley stond, op het punt de Fransen in de Iberische Oorlog te verslaan. In deze periode werd langzamerhand de Zesde Coalitie tegen Frankrijk gevormd. Deze coalitie bestond uit het Verenigd Koninkrijk, Rusland, Spanje, Portugal, Pruisen, Oostenrijk, Zweden en enkele kleinere Duitse staten.
Napoleon streefde naar het herstel van zijn macht in Duitsland. Zijn legers hadden de overhand in twee zware veldslagen, de Slag bij Lützen op 2 mei en de Slag bij Bautzen, op 20 mei tegen de Russisch-Pruisische troepen. Dit leidde tot een korte wapenstilstand.

## Herfstcampagne
Aan het begin van de herfstcampagne telde het Franse veldleger in Saksen in totaal ongeveer 400.000 man, en het geallieerde veldleger 500.000. De Fransen hadden het voordeel van een centrale positie en van grote voorraden in verschillende vestingen. Het geallieerde veldleger was verdeeld in drie legers onder het bevel van de Pruisische maarschalk Gebhard Leberecht von Blücher, Karel XIV van Zweden, de kroonprins van Zweden (vroeger bekend als de Franse maarschalk Jean-Baptiste Bernadotte) en de Oostenrijkse maarschalk Karl Philipp zu Schwarzenberg. Dankzij zijn centrale positie kon Napoleon elk vijandig leger apart aanvallen met een overmacht, terwijl hij de andere twee legers met minder troepen op een afstand hield. De strategie van de geallieerden bestond in het ontwijken van een veldslag met Napoleon, en aan te sturen op gevechten met zijn maarschalken. Pas als de drie geallieerde legers samengevoegd waren, mocht er slag geleverd worden met de hoofdmacht onder het bevel van Napoleon in eigen persoon.

### De campagne begint

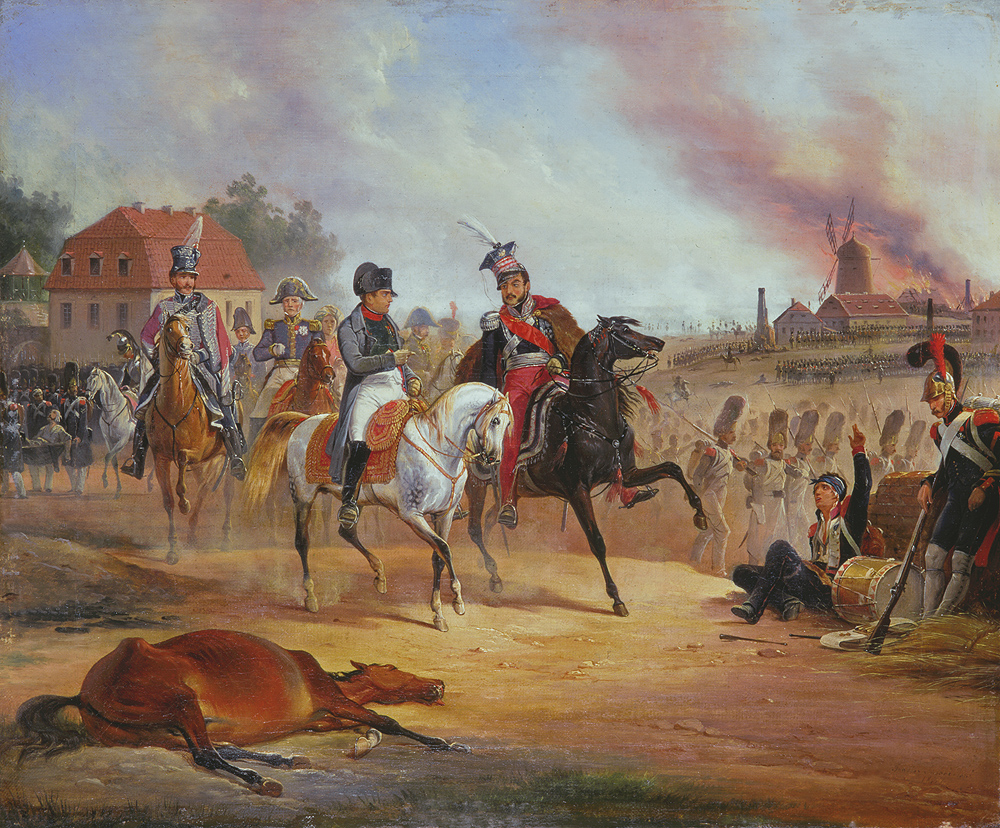
Napoleon en Poniatowski bij Leipzig, geschilderd door January Suchodolski

Napoleon opende de campagne door met 130.000 man op Blüchers leger van Silezië (95.000 man) op te marcheren. Tevens liet hij maarschalk Oudinot met het leger van Berlijn (70.000 man) tegen het leger van het Noorden (107.000 man) opmarcheren. Het leger van Bohemen (200.000 man) werd opgehouden door de passen van Bohemen af te sluiten. Conform de geallieerde strategie trok Blücher terug om zo te voorkomen slag te leveren met de hoofdmacht onder Napoleon. De legers van het Noorden en Bohemen rukten op. Oudinot raakte slaags met het Pruisische korps onder Bülow, ondersteund door de Russen van Wintzingerode van het leger van het Noorden bij Grossbeeren, maar leed een nederlaag.
Ondertussen bedreigde het leger van Bohemen Napoleons kostbare legervoorraden in Dresden. Napoleon liet het leger aan de rivier de Bober onder bevel van maarschalk Macdonald en haastte zich terug, samen met zijn garde, en trok al zijn reserves samen bij Dresden. De geallieerden waren zich nog van geen kwaad bewust en lanceerden een aanval op het nog zwak verdedigde Dresden. Kreten van vive l'Empereur deden vermoeden dat Napoleon in eigen persoon aanwezig was, en volgens de geallieerde strategie was dit het teken om terug te trekken. Maar koning Frederik Willem III van Pruisen vond dat 200.000 geallieerde soldaten niet mochten vluchten voor de naam Napoleon. De volgende twee dagen volgde de Slag bij Dresden waar Napoleon een klinkende overwinning behaalde op het leger van Bohemen. Helaas voor Napoleon verloor hij in de achtervolging, die op de slag volgde, het korps van Vandamme bij Kulm.
Étienne Jacques Joseph Macdonald had niet stilgezeten en trok op tegen het geallieerde leger van Silezië (95.000 man). Blücher had gehoord dat Napoleon naar Dresden was gegaan en trok op tegen het Franse leger aan de Bober (90.000 man). Zo volgde de bloedige ontmoetingsveldslag bij de Katzbach die resulteerde in een geallieerde overwinning.

### De campagne gaat verder
Tot nu toe had de geallieerde strategie gewerkt. Op Dresden na waren alle slagen gewonnen en kwam Napoleon steeds meer in het nauw te zitten. Maar de eindzege hadden ze nog niet bereikt. Napoleon benoemde Ney als commandant van een versterkt leger van Berlijn, en trok zelf weer richting Blücher die zich weer terugtrok. Ney werd echter vernietigend verslagen bij Dennewitz door het leger van het Noorden. Hierop veranderde Napoleon zijn strategie en wachtte af. Dit gaf Blücher de gelegenheid om aansluiting te zoeken met het leger van het Noorden. Blücher stak de Elbe over bij Wartenburg, waar hij Bertrands korps een gevoelig verlies toebracht. Enkele dagen daarna stak ook de kroonprins van Zweden met een leger zonder veel problemen de Elbe over.
Napoleon zat met een groot probleem. Zijn voorraden te Dresden waren bijna uitgeput, hij had nu twee vijandelijke legers tegenover zich in plaats van drie en hij was in de minderheid. Met de twee legers die op het punt stonden samen te voegen kon Napoleon niet veel anders dan ze aan te vallen. Blücher wilde slag leveren, maar de Zweedse kroonprins hield zich aan de strategie en trok terug. Blücher volgde. Napoleon besloot terug te trekken richting Leipzig. Napoleons hoofdmacht was reeds dicht bij Leipzig, maar de achterhoede onder maarschalk Murat moest nog volgen. Murat werd geconfronteerd met de voorhoede van het leger van Bohemen. Zijn orders waren om tijd te winnen, maar niet te veel in gevecht te raken. Murat raakte wel in gevecht en in de cavalerieslag bij Liebertwolkwitz werd hij verslagen.
Napoleon had nu al zijn beschikbare troepen verzameld bij Leipzig voor de laatste slag. De generaal Napoleon zou al lang hebben teruggetrokken richting de Rijn, omdat zijn positie militair gezien onhoudbaar was. Maar hier was de politicus Napoleon bezig. Als hij terug zou trekken richting Rijn, zou hij waarschijnlijk nooit meer een goede positie in Duitsland kunnen herwinnen. En als Duitsland hem ontglipte, dan zou hij zijn troon weleens kwijt kunnen raken. Waar waren die decennia oorlog dan voor nodig geweest?

## Slag bij Leipzig

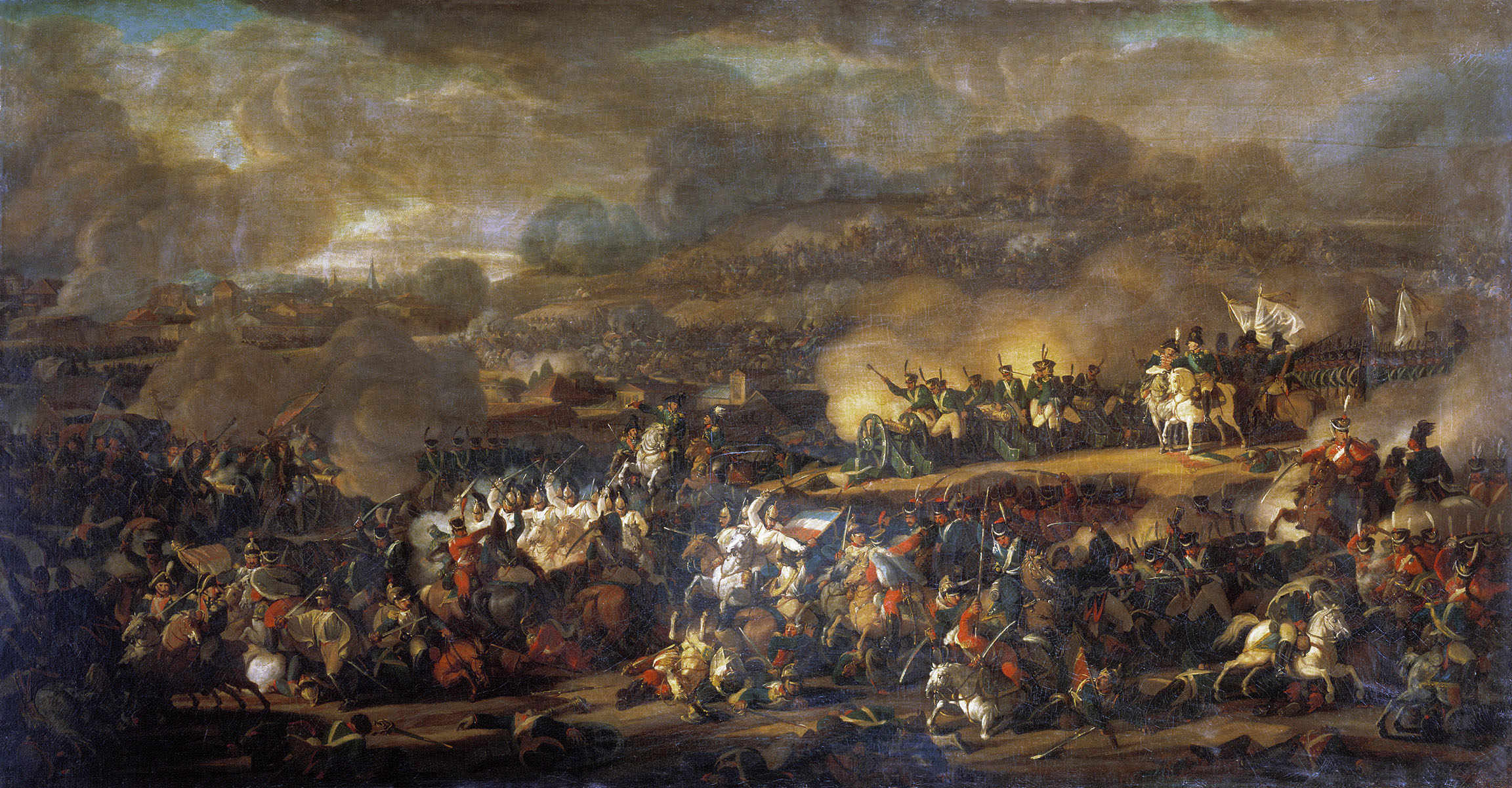
Slag bij Leipzig door Vladimir Moshkov; geschilderd in 1815

Napoleon organiseerde zijn troepen rond Leipzig om zijn bevoorradingslijnen te verdedigen en de geallieerden te weerstaan. Napoleon concentreerde zijn troepen op een lijn van Taucha tot Stötteritz, waar hij zijn commandopost plaatste, die daarna in zuidwestelijke richting wendde naar Lindenau. Het Oostenrijks-Pruisisch-Russische leger van Bohemen trok op vanuit Dresden, en de Pruisisch-Russisch-Zweedse legers van het Noorden en Silezië vanuit het noorden. In het totaal hadden de Fransen ongeveer 190.000 troepen, de geallieerden 200.000 op de 16e, maar dat aantal zou groeien tot 330.000. Beide kampen hadden veel zware artillerie ter beschikking.
Het gevecht begon op de 16e met een aanval van het geallieerde leger van Bohemen bij de dorpjes Wachau en Connewitz. Napoleon nam snel initiatief en viel de geallieerden aan. Napoleon haalde bijna de overwinning op het leger van Bohemen, maar hij miste zijn reserves omdat deze op werden gehouden door Blüchers leger van Silezië bij Möckern, en door generaal Gyulai's Oostenrijkse korps bij Lindenau. Eén vers Frans korps had de balans kunnen doen omslaan in Napoleons voordeel. De volgende dag vonden er slechts kleine gevechten plaats. De dag werd dan ook gebruikt door de geallieerden om versterkingen aan te voeren (onder andere het gehele leger van het Noorden en het Russische reserveleger) en het hergroeperen van de troepen.
Op de 18e lanceerden de geallieerden een enorme aanval van alle kanten, en gedurende de volgende 9 uur werden de Fransen langzaam teruggedreven naar Leipzig. De beide kampen leden zware verliezen en alleen de vastberadenheid van de Franse troepen voorkwam een doorbraak. Napoleon zag dat het gevecht slecht ging aflopen en tijdens de nacht van de 18e op de 19e begon hij de meerderheid van zijn troepen terug te trekken over de rivier Elster. De terugtrekking verliep goed, tot in het begin van de namiddag per ongeluk de enige brug te vroeg werd opgeblazen door een bange Franse korporaal. De 30.000 achtergebleven Fransen konden dan ook niets anders dan zich overgeven of de rivier over zwemmen.

## Na de slag

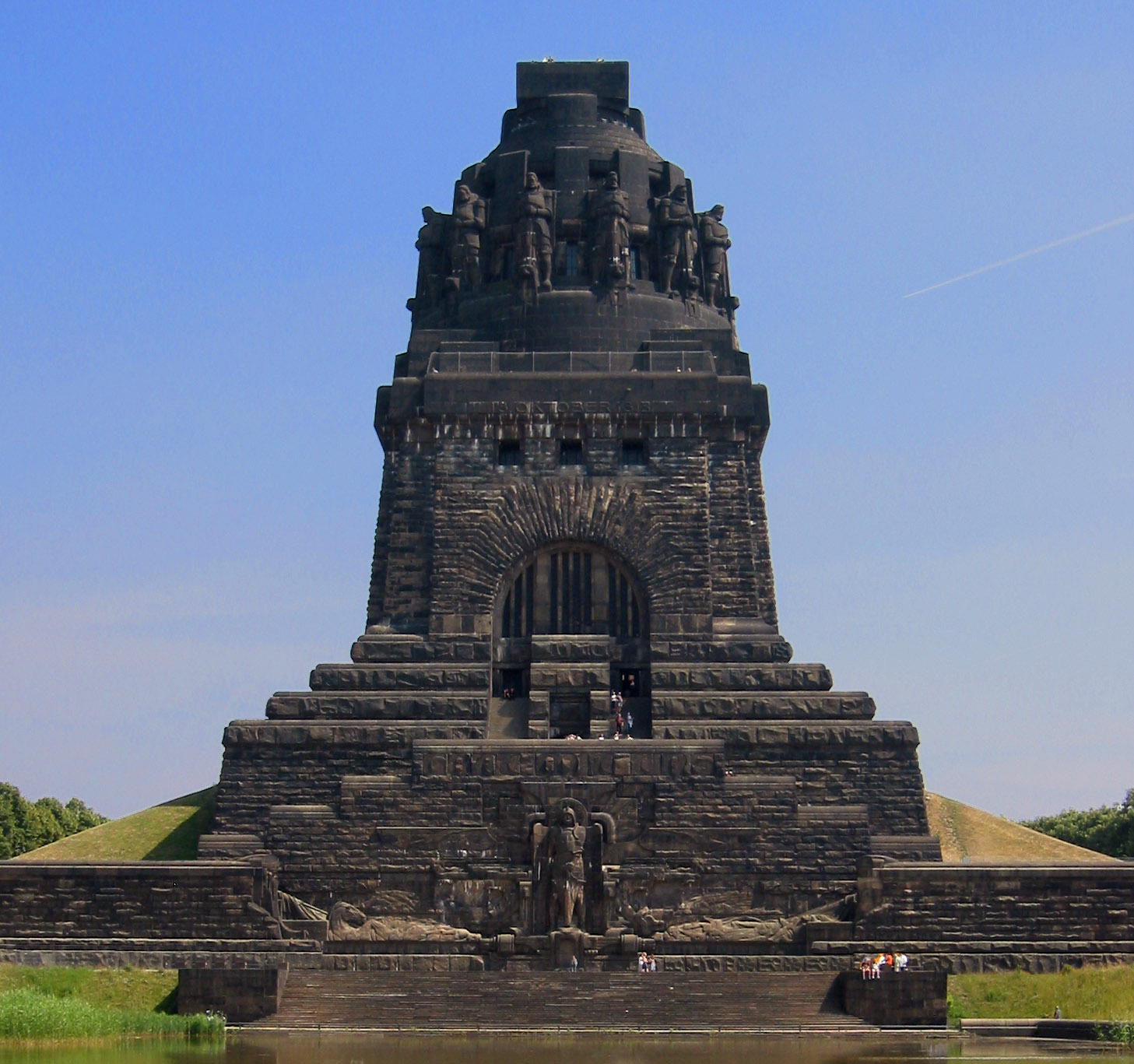
Het Völkerschlachtdenkmal te Leipzig

Het totaal aantal slachtoffers is onduidelijk. Men schat dat er 80.000–110.000 doden en gewonden vielen: de Fransen verloren 40.000 man en de geallieerden 55.000. Er werden ongeveer 30.000 Fransen gevangengenomen. Het gevecht dwong de Fransen definitief terug over de Rijn. Enkele Duitse staten werden ook heroverd op Napoleon.
Een van de slachtoffers van de slag was de vader van de pasgeboren Richard Wagner.
Het Völkerschlachtdenkmal bij Leipzig herinnert aan de vele tienduizenden slachtoffers van deze grote veldslag.